# Henry Euler
Heinrich Henry Euler (* 12. Februar 1947 in Lauterbach; † 11. März 2018 ebenda) war ein deutscher Kinderbuchillustrator und Schriftsteller.

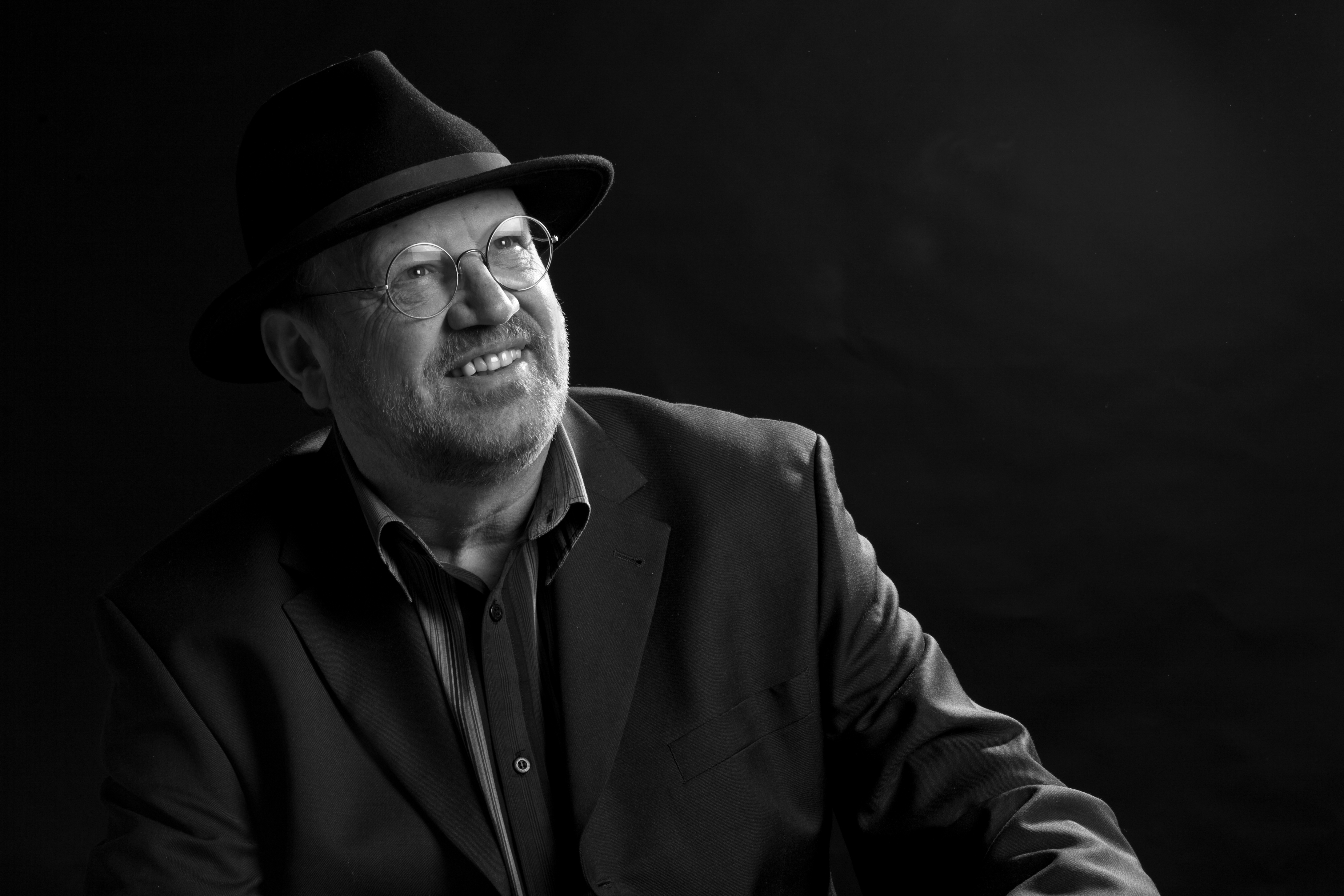
Henry Euler (2009)

## Leben
Henry Euler wurde als Sohn des Lokomotivführers Wilhelm Euler und dessen Frau Elise in Lauterbach/Hessen geboren. Seine Kindheit verbrachte er in den 1950er Jahren in den Dörfern Maar und Landenhausen bei Lauterbach.
Er studierte Pädagogik und die Lehrfächer Deutsch, Kunsterziehung und Musik an der Universität Gießen. Aus seiner Ehe mit Waltraud Euler gingen vier Kinder hervor. Euler nahm ein Zusatzstudium für Sonderpädagogik an der Universität Marburg auf und wurde Lehrer an Sonderschulen in Fulda, Lauterbach und Herbstein.
Schon während seiner Tätigkeit als Lehrer begann er, inspiriert von alten Kinderbüchern, mit der Illustration. Sein Erstlingswerk 'Die Flucht der Tiere' blieb unveröffentlicht. Allerdings wurde der Verleger Claus-Jürgen-Frank auf Eulers Malstil aufmerksam. 1987 erschien im Münchner Tomus-Verlag (Bertelsmann) Eulers Kinderbuch 'Das Geheimnis der Mäuse', das bundesweit große Beachtung fand und im Fernsehen vorgestellt wurde. Den Text verfasste, inspiriert von Eulers Bildern, Elke Kahlert. Zuvor hatte Euler im selben Verlag das Kochbuch 'Die vitalstoffreiche Vollwertkost nach Dr. Bruker' illustriert. Den Text verfasste Ilse Gutjahr. Zwei Jahre später erschien im Patmos-Verlag das Kinderbuch 'Die Koselmühle' mit Text von Gudrun Pausewang. Das Buch kann als Eulers bekanntestes Illustrationswerk bezeichnet werden und erschien im Jahr 2013 als Neuauflage. In den nachfolgenden Jahren veröffentlichte Euler vier religiöse Kinderbücher gemeinsam mit Rolf Krenzer im Echter-Verlag, Würzburg. Im selben Verlag erschien 1998 das Kinderbuch 'Was rumpelt in der Rumpalkammer?', erstmals mit Kurzgeschichten und Rätseln sowie Illustrationen in Form von Rätselbildern. Im Jahr 1997 illustrierte Euler ein Kochbuch von Josef Imbach 'Was Päpsten und Prälaten schmeckte'. In diesen Jahren erschienen dreizehn Beiträge des Künstlers in der Kinderzeitschrift 'Der bunte Hund' (Beltz & Gelberg) in Form von Illustrationen, Rätselgedichten und Kurzgeschichten. Texte und eine Illustration wurden in zwei Schulbüchern veröffentlicht.
Zu Beginn des 21. Jahrhunderts illustrierte und schrieb Euler das Kinderbuch 'Butzemann Nichtsnutzemann', das  keinen Verlag fand, weil die Verleger das Werk wegen der farbigen Illustration als zu kostenaufwendig beurteilten. Euler veröffentlichte danach  Kunstpostkarten mit Stadtansichten, u. a. von Fulda, Bremen und Berlin.
Nach dem Eintritt in den Ruhestand begann Euler mit dem Schreiben von historischen Romanen für Jugendliche und Erwachsene. Zuvor waren die Romane 'Die Totenkopfbande' (Kindheit in den 1950er Jahren auf dem Dorf) und 'Pudding Explosion'  (Story einer Beatband) erschienen. Im Jahr 2010 erschien der erste Band einer Trilogie von historischen Romanen mit der Bezeichnung BUCHONIA. Die Handlung von 'Buchonia-Mechthild' spielt im Frühmittelalter. Der zweite Band erschien zwei Jahre später und trägt den Titel 'Buchonia-Georgia'. Thema ist eine Auswanderung aus Hessen nach Nordamerika im Jahr 1850. Der dritte Band 'Buchonia-Paula' thematisiert das Kriegsende in Hessen im Jahr 1945 und ist im Jahr 2015 erschienen.

## Ausstellungen
Ausstellungen seiner Illustrationen erfolgten u. a. im Klingspormuseum Offenbach (1987), Universitätsmuseum Marburg (1990), Schloß Wilhelmsburg, Schmalkalden (1990), Rathaus Gerolzhofen (1995), Stadtbücherei Weimar (1996), Museum Lauterbach und Alsfeld (1990, 2008) und Hochschul- und Landesbibliothek Fulda (2010).

## Veröffentlichungen
- Die vitalstoffreiche Vollwertkost nach Dr. Bruker. Text von Ilse Gutjahr. Tomus-Verlag, München 1986, ISBN 3-8231-5000-6.
- Das Geheimnis der Mäuse. Kinderbuch. Tomus-Verlag, München 1987. Text von Elke Kahlert, ISBN 3-8231-0408-X.
- Die Koselmühle. Kinderbuch, Text von Gudrun Pausewang. Patmos-Verlag, Düsseldorf 1989, ISBN 3-491-79334-3.
- Die Koselmühle. Erweiterte Neuauflage. Buchverlag Parzeller, Fulda 2012, ISBN 978-3-7900-0467-0.
- Ihr Hirten lauft zum Stall. Bilderbuch, Text von Rolf Krenzer. Echter-Verlag, Würzburg 1993, ISBN 3-429-01542-1.
- Steigt in Noahs Arche ein. Bilderbuch. Echter-Verlag, Würzburg 1994, ISBN 3-429-01618-5.
- Du hast uns deine Welt geschenkt Bilderbuch. Echter-Verlag, Würzburg 1995, ISBN 3-429-01712-2.
- Wir feiern Ostern. Bilderbuch. Echter-Verlag, Würzburg 1997, ISBN 3-429-01872-2.
- Was rumpelt in der Rumpelkammer? Kurzgeschichten und Rätsel. Echter-Verlag, Würzburg 1998, ISBN 3-429-01998-2.
- Was Päpsten und Prälaten schmeckte. Text Josef Imbach. Echter-Verlag, Würzburg 1997, ISBN 3-429-01912-5.
- Die Totenkopfbande. Roman. Elf-Uhr-Verlag, Lauterbach 2005, ISBN 3-936628-02-5.
- Pudding Explosion. Roman. Elf-Uhr-Verlag, Lauterbach, 2007, ISBN 978-3-936628-07-4.
- BUCHONIA-Mechthild. Historischer Roman. Buchverlag Parzeller, Fulda 2010, ISBN 978-3-7900-0425-0.
- BUCHONIA-Georgia. Historischer Roman. Buchverlag Parzeller, Fulda 2012, ISBN 978-3-7900-0455-7.
- BUCHONIA-Paula. (Nacht über Fulda). Hist. Roman. Buchverlag Parzeller 2015 ISBN 978-3-7900-0492-2
- Schulbuch Sprache lebt 4b. Oldenbourg Verlag, München 1997, ISBN 3-486-82996-3, S. 80.
- Schulbuch Das Auer-Lesebuch 4. Schj. Auer Verlag, Donauwörth 2004, ISBN 3-403-03276-0, S. 162/63.
- Butzemann, Nichtsnutzemann "Wumm". Paramon Verlag 2016, ISBN 978-3-03830-304-6